# Burg Gerichtszoller
Die Burg Gerichtszoller ist eine abgegangene Spornburg auf einem 674,5 m ü. NN hohen Bergsporn am Rande des Kriegertales, rund fünf Kilometer südwestlich der Gemeinde Emmingen-Liptingen im Landkreis Tuttlingen in Baden-Württemberg.
Die Wallburg mit einer Länge von 220 Metern und einer Breite von 35 bis 50 Metern wurde als Fliehburg erbaut. Von der ehemaligen Burganlage sind nur noch geringe Reste erhalten.